# (2250) Сталинград
(2250) Сталинград (англ. Stalingrad) — небольшой астероид главного пояса, который был открыт 18 апреля 1972 года советским астрономом Тамарой Смирновой в обсерватории Крыма и назван в честь города-героя Сталинграда.

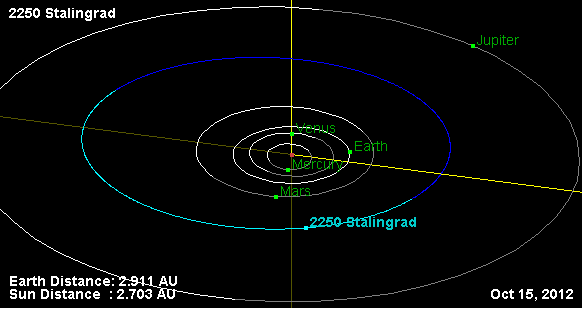
Орбита астероида Сталинград и его положение в Солнечной системе